# رایین (صربستان)
رایین (به صربی: Raljin) یک منطقهٔ مسکونی در صربستان است که در Opština Babušnica واقع شده‌است. رایین ۵۰ نفر جمعیت دارد.